# Joe Mahit
Joe Mahit (ur. 17 lipca 1992) – vanuacki judoka. Olimpijczyk z Rio de Janeiro 2016, gdzie zajął siedemnaste miejsce w wadze półlekkiej.
Uczestnik mistrzostw świata w 2013, 2017 i 2019. Startował w Pucharze Świata w 2015, 2016 i 2019. Piąty na mistrzostwach Oceanii w 2014, 2016 i 2017 roku.

## Letnie Igrzyska Olimpijskie 2016
| Konkurencja | Eliminacje         | Klas. końcowa |
| Konkurencja | Przeciwnik I       | Miejsce       |
| ----------- | ------------------ | ------------- |
| -66 kg      | Jayme Mata (ARU) P | 17.           |